# Dukla
Dukla je město v jihovýchodní části Polska (v bývalé historické Haliči), v dnešním Podkarpatském vojvodství, v okrese Krosno. Žije zde 1 971 obyvatel (2024), tj. 355 ob./km², celkový počet obyvatel stejnojmenné gminy, zahrnující město a okolní vesnice je 14 060 (2023). 
Nedaleko Dukly se podle legendy narodil kolem roku 1414 sv. Jan z Dukly. Na hoře Zaśpit se nachází jeho poustevna s grottou a ubytovnou pro poutníky. Místo navštívil v roce 1997 papež Jan Pavel II. u příležitosti jeho svatořečení.

## Druhá světová válka

### Pracovní tábory
Za druhé světové války byly v Dukle Němci založeny dva pracovní tábory:
- Arbeitslager Emil Ludwig - München – založen 13. srpna 1942. Byli v něm věznění polští Židé – průměrně asi 170 osob. Pracovali v kamenolomech a na stavbě cesty Barwinek–Nowy Żmigród. Tábor byl zlikvidován 14. prosince 1942 a jeho vězni byli převezeni do tábora v Řešově.

- Arbeitslager Artur Walde - Breslau – založen 15. srpna 1942. Byli v něm rovněž drženi Poláci židovského původu – průměrně asi 140 osob. Náplň práce byla stejná jako u předchozího tábora. Zlikvidován byl 15. listopadu 1942 a jeho vězni převezeni do tábora ve Woli Duchackiej u Krakova .

### Karpatsko-dukelská operace
Několik kilometrů jižně od Dukly na hranicích se Slovenskem se nachází Dukelský průsmyk, kde za druhé světové války probíhala Karpatsko-dukelská operace.